# Perdt
Perdt ist ein Ort in der Gemeinde Engelskirchen im Oberbergischen Kreis in Nordrhein-Westfalen in Deutschland.

## Lage und Beschreibung
Der Ort liegt im Südwesten von Engelskirchen im Tal der Agger. Nachbarorte sind Loope, Dumpe, Lüdenbach und Staadt.

## Geschichte
1413 wird im Kämmereiregister für den Fronhof Lindlar der Ort mit der Ortsbezeichnung „Peedd“ genannt. In der Karte Topographische Aufnahme der Rheinlande von 1825 ist der Ort mit mehreren umgrenzten Hofräumen mit „Perd“ bezeichnet. Die Preußische Uraufnahme von 1845 zeigt den Ort mit den Bezeichnungen „Alt Perdt“ und „Perdt“. Ab der topografischen Karte von 1896 wird die Ortsbezeichnung Alt Perdt nicht mehr geführt.